# Aqtöbe Futbol Kluby
L'Aqtöbe Futbol Kluby (in kazako Ақтөбе Футбол Клубы?; traslitterazione anglosassone: Football Club Aktobe) è una società calcistica kazaka con sede nella città di Aqtöbe. Milita nella Qazaqstan Prem'er Ligasy, la massima serie del campionato kazako e gioca le partite interne allo Stadio Centrale di Aqtöbe.
Ha vinto 5 campionati kazaki, una Coppa del Kazakistan e 3 Supercoppe del Kazakistan.

## Cronologia del nome
- 1967: Fondato con il nome di Aktyubinets
- 1996: Rinominato Aktobemunai
- 1997: Rinominato Aktobe
- 2000: Rinominato Aktobe-Lento
- 2005: Rinominato Aktobe

## Palmarès

### Competizioni nazionali
- Campionato kazako: 5

2005, 2007, 2008, 2009, 2013
- Coppa del Kazakistan: 1

2008

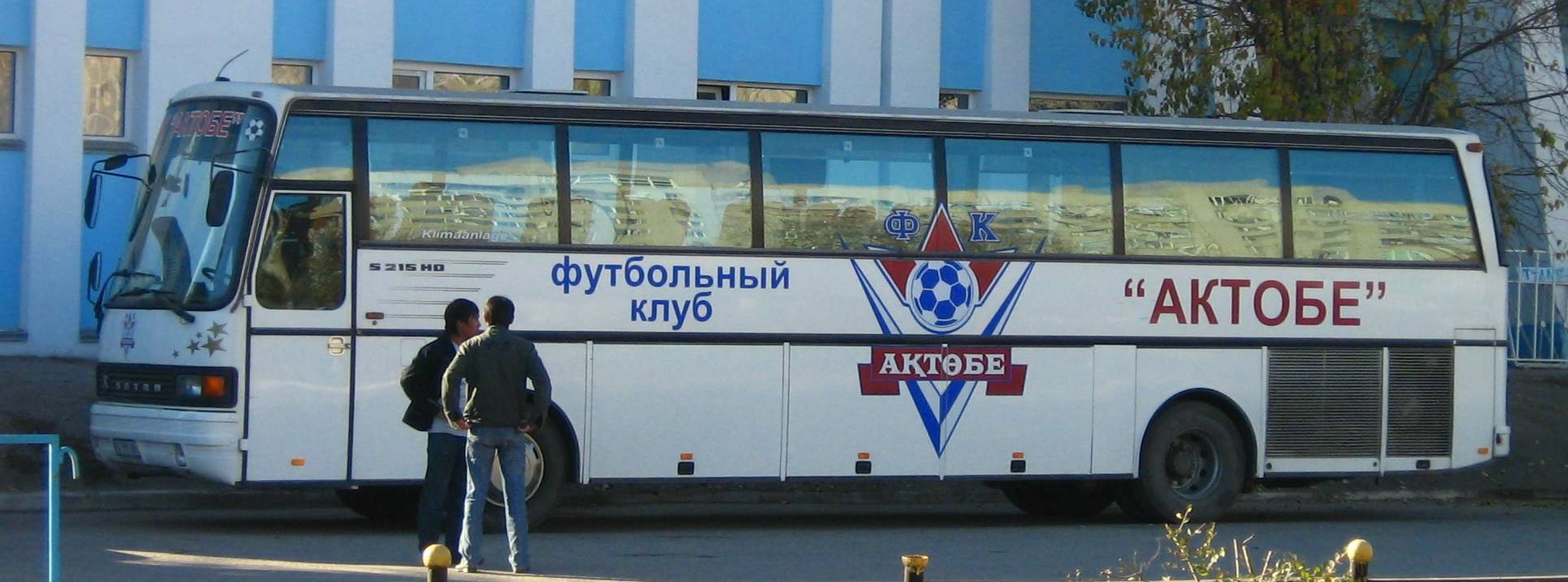
Club bus

- Supercoppa del Kazakistan: 3

2008, 2010, 2014
- Birinşi Lïga: 2

2000, 2020 (girone A)

### Altri piazzamenti
- Campionato kazako:

Secondo posto: 2006, 2010, 2014, 2022
Terzo posto: 2012, 2015, 2023, 2024
- Coppa del Kazakistan:

Finalista: 1994, 2014
Semifinalista: 2009, 2012, 2013, 2015
- Supercoppa del Kazakistan:

Finalista: 2025
- Coppa dei Campioni della CSI:

Finalista: 2009, 2010

## Partecipazioni alle coppe europee
Vinse il campionato kazako per la prima volta nel 2005, qualificandosi per il primo turno preliminare della UEFA Champions League 2006-2007, dove fu eliminato dai lettoni del FK Liepājas Metalurgs, che si imposero per 2-1 tra andata e ritorno.
Nella Coppa UEFA 2007-2008 l'Aktobe vinse per 1-0 contro il Mattersburg nell'andata del primo turno preliminare, ma fu sconfitto per 4-2 ed eliminato nella gara di ritorno in Austria.
Nel primo turno della UEFA Champions League 2008-2009 batté per 1-0 lo Sheriff Tiraspol in casa, ma perse in trasferta per 4-0 in Moldavia e fu eliminato.
Nella UEFA Champions League 2009-2010, dopo aver superato agevolmente il secondo turno preliminare, viene rocambolescamente eliminato dagli israeliani del Maccabi Haifa, subendo nella sfida di ritorno una rimonta dallo 0-3 al definitivo 4-3. Retrocesso in Europa League, viene eliminato dai tedeschi del Werder Brema.
Nella UEFA Champions League 2010-2011 l'Aktobe compie lo stesso percorso della stagione europea precedente: dopo aver eliminato l'Olimpi Rustavi, squadra georgiana, al secondo turno preliminare, viene eliminato dagli israeliani dell'Hapoel Tel Aviv al terzo turno preliminare e, retrocesso in UEFA Europa League, viene eliminato dall'AZ Alkmaar, compagine olandese.
L'anno successivo l'Aktobe parte dal secondo turno preliminare dell'UEFA Europa League 2011-2012, dove elimina gli ungheresi del Kecskemét, ma viene eliminato dai russi dell'Alanija Vladikavkaz.
Nella UEFA Europa League 2012-2013 la squadra kazaka, partendo del primo turno preliminare, elimina i georgiani del T'orp'edo Kutaisi e i macedoni del Milsami Orhei, ma viene poi eliminata dai belgi del KRC Genk.
L'anno dopo l'Aktobe si presenta nuovamente al primo turno preliminare e nella UEFA Europa League 2013-2014 gioca in tutti e quattro turni preliminari, arrivando fino ai play-off dopo aver eliminato gli armeni del Ganjasar, i norvegesi dell'Hødd e gli islandesi del Breiðablik, ma alla fine la squadra di Aktobe si arrende alla Dinamo Kiev, che sconfigge 3-2 i kazaki in Kazakistan e poi 5-1 in Ucraina.
La stagione seguente l'Aktobe, avendo vinto nel 2013 il campionato kazako, parte dal secondo turno preliminare dell'UEFA Champions League 2014-2015 sotto la guida di Vladimir Gazzaev (figlio di Valeri Gazzaev), dove affronta ed elimina un'altra squadra georgiana, la Dinamo Tbilisi e al terzo turno preliminare affronta la Steaua Bucarest. Il ritorno in Romania finisce 2-1 per la Steaua Bucarest (gol di Kapadze per i kazaki) e così la squadra kazaka viene retrocessa agli spareggi di UEFA Europa League.
Ai play-off la formazione kazaka incontra i campioni di Polonia del Legia Varsavia, che pur vincendo largamente nei confronti del Celtic (4-1 in casa e 2-0 in trasferta), retrocedono in Europa League avendo schierato in campo un giocatore squalificato nella partita di ritorno. I kazaki vengono comquneu eliminati grazie alla sconfitta per 1-0 in casa all'andata e poi quella per 2-0 in Polonia.
In Europa League 2015-16 l'Aktobe affronta il Kalju Nõmme, formazione estone, al primo turno preliminare e perde 1-0 all'andata in Kazakistan, svantaggio che tenta invano di rimontare nella partita di ritorno che finisce 0-0. Il copione si ripeté l'anno successivo, con la sconfitta al primo turno preliminare contro i magiari dell'MTK Budapest (1-1 in casa all'andata, e 0-2 al ritorno).
Dopo un lungo periodo di stop caratterizzato anche da una retrocessione in seconda divisione, dalla quale esce dopo un solo anno di permanenza, il club kazako riesce a tornare in Europa a seguito della vittoria in Coppa del Kazakistan, che vale l'accesso all'UEFA Europa Conference League. L'avversario al secondo turno è il club georgiano del T'orp'edo Kutaisi: il 4-1 all'andata in trasferta rende indolore la sconfitta casalinga per 2-1; al turno successivo, però, il club rumeno del Sepsi mette fine al cammino kazako in Conference con un 2-1 aggregato (1-1 in trasferta all'andata, e 0-1 in casa al ritorno).
Il club kazako si qualifica anche all'UEFA Conference League, ma il cammino si interrompe al primo turno di qualificazione contro i bosniaci del Sarajevo: alla sconfitta per 1-0 in casa all'andata segue una partita di ritorno in trasferta all'ultimo sangue che termina per 2-3 ai supplementari, ma la vittoria finale ai rigori arride ai capitolini bosniaci.

## Organico

### Rosa 2019
Aggiornata al 12 marzo 2019.
| N. |                       | Ruolo | Calciatore                 |
| -- | --------------------- | ----- | -------------------------- |
| 2  | Kazakistan (bandiera) | C     | Adilkhan Tanzharikov       |
| 6  | Kazakistan (bandiera) | D     | Rustam Temirkhan           |
| 7  | Camerun (bandiera)    | C     | Gaby Kiki                  |
| 10 | Armenia (bandiera)    | A     | Marcos Pizzelli (capitano) |
| 11 | Serbia (bandiera)     | C     | Saša Marjanović            |
| 12 | Kazakistan (bandiera) | C     | Alisher Azhimov            |
| 13 | Kazakistan (bandiera) | P     | Ramil Nurmukhametov        |
| 17 | Kazakistan (bandiera) | D     | Esen Zhasanov              |
| 18 | Kazakistan (bandiera) | D     | Rustam Uksumbaev           |
| 19 | Kazakistan (bandiera) | C     | Ardak Saulet               |
| 20 | Kazakistan (bandiera) | C     | Nurbolat Batyrkhanov       |

| N. |                       | Ruolo | Calciatore        |
| -- | --------------------- | ----- | ----------------- |
| 22 | Russia (bandiera)     | D     | Vitalij Volkov    |
| 21 | Croazia (bandiera)    | D     | Mateo Barać       |
| 24 | Serbia (bandiera)     | D     | Milan Radin       |
| 25 | Kazakistan (bandiera) | D     | Sayat Zhumagali   |
| 32 | Kazakistan (bandiera) | P     | Mukhambet Tamabay |
| 42 | Kazakistan (bandiera) | P     | Igor Trofimets    |
| 47 | Kazakistan (bandiera) | C     | Aslanbek Kakimov  |
| 77 | Kazakistan (bandiera) | C     | Jambıl Kökeyev    |
| 88 | Kazakistan (bandiera) | C     | Anton Shurigin    |
| 95 | Kazakistan (bandiera) | A     | Abat Aýımbetov    |